# 사냥

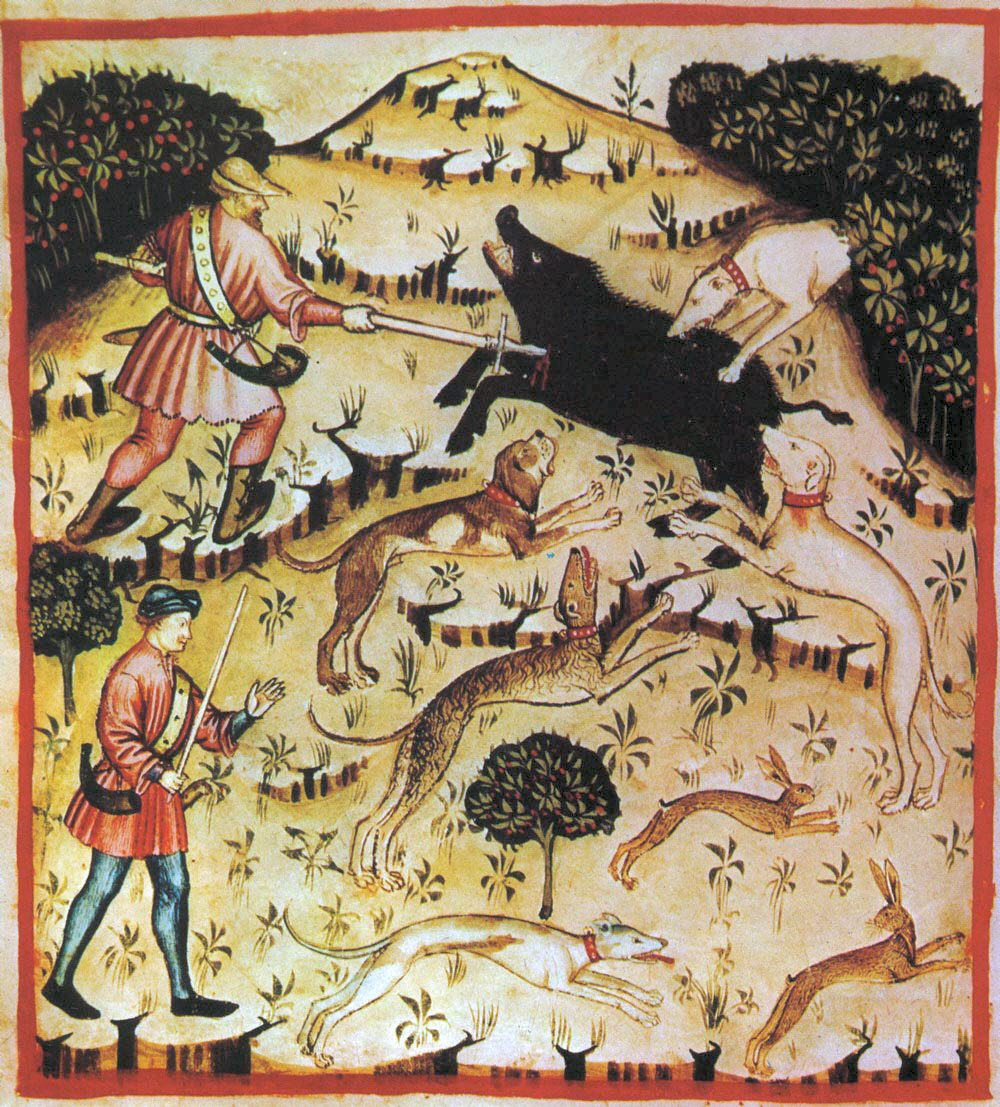
멧돼지 사냥 (14세기)

사냥은 총이나 활 등의 도구를 가지고 새 또는 짐승 따위를 포획하는 일이다. 수렵(狩獵)이라고도 한다. 불법적 사냥 활동은 밀렵이라고 한다. 고대의 인류에게는 필수적인 생계수단이었지만, 점차 시대가 지나면서 생계보다는 오락으로 그 목적이 바뀌게 되었다.
42만 년 전에 최초의 사냥이 벌어졌다.가장 오래된 목제 유물로 간주되는 클랙턴 창촉은 1911년 영국 에식스의 클랙턴에서 발견되었는데, 연대는 42~36만 년 전이다.
인간이 아닌 많은 동물도 먹이를 먹고 부모가 되는 행동의 일환으로 사냥을 하며, 때로는 즉각적인 먹이 섭취량을 초과하는 양이 많은 경우도 있다. 사냥을 하는 자는 포식자이고, 사냥당하는 자는 먹이이다.
인간의 사냥 활동은 호모 에렉투스 또는 그 이전, 즉 수백만 년 전에 시작되었다. 사냥은 다양한 인류 문화에 깊숙이 자리 잡았으며 한때 농촌 경제의 중요한 부분이었다. 경제학자들은 임업, 농업, 어업과 함께 1차 생산의 일부로 분류했다. 현대 규정(게임법 참조)은 불법적인 밀렵과 합법적인 사냥 활동을 구별한다. 불법 밀렵에는 허가 없이 규제되지 않은 살상, 포획 또는 동물 포획이 포함된다.
식량 공급 외에도 사냥은 인구 조절의 수단이 될 수 있다. 사냥 옹호자들은 규제된 사냥이 현대 야생 동물 관리의 필수 구성 요소가 될 수 있다고 말한다. 예를 들어 자연 포식자와 같은 자연적 억제가 없거나 불충분할 때 환경의 생태적 수용 능력 내에서 동물 개체군의 건강한 비율을 유지하는 데 도움을 주거나 야생 동물에 대한 자금을 제공하고 번식 프로그램과 자연 보호 구역 및 보존 공원의 유지 관리하는 데 도움이 된다. 그러나 과도한 사냥은 또한 많은 동물의 멸종 위기, 근절 및 멸종에 크게 기여했다. 일부 동물 권리와 사냥 반대 운동가들은 사냥을 잔인하고 비뚤어지며 불필요한 유혈 스포츠로 간주한다. 통조림 사냥, 터무니없이 돈을 지불하거나 뇌물을 받은 트로피 투어(특히 가난한 나라에 대한)와 같은 특정 사냥 관행은 일부 사냥꾼들에게도 비윤리적이고 착취적인 것으로 간주된다.
고래나 기각류와 같은 해양 포유류 역시 오락적, 상업적 목적으로 사냥의 대상이 되며 종종 그러한 관행의 도덕성, 윤리성 및 합법성에 관해 열띤 논쟁을 벌이기도 한다. 어류와 수생 두족류 및 갑각류를 추적, 수확 또는 포획하고 방출하는 것을 어업이라고 부르지만, 이는 본질적으로 사냥의 한 형태임에도 불구하고 널리 받아들여지고 있으며 일반적으로 사냥의 한 형태로 분류되지는 않는다. 또한 야생 동물 사진 촬영, 조류 관찰 또는 동물을 진정시키거나 태그를 붙이는 과학 연구 활동과 같이 동물을 죽이려는 의도 없이 동물을 추적하는 사냥도 녹색 사냥으로 간주되지 않는다. 그러나 녹색 사냥은 여전히 그렇게 불린다. 트로피 수집을 위해 곤충 및 기타 절지동물을 그물로 엮거나 가두는 행위, 식물과 버섯을 채집하거나 수집하는 행위도 사냥으로 간주되지 않는다.

## 역사
사냥의 역사는 길다. 이는 호모 사피엔스(해부학적으로 현생 인류)의 출현보다 앞서며 심지어 호모 속보다 앞선 것일 수도 있다.
사냥에 대한 가장 오래된 확실한 증거는 홍적세 초기로 거슬러 올라가며, 이는 약 170만 년 전(아슐리안족) 호모 에렉투스의 출현 및 초기 확산과 일치한다. 호모 에렉투스가 사냥꾼이었다는 점에는 논쟁의 여지가 없지만, 석기 생산과 궁극적으로 불의 통제를 포함하여 오스트랄로피테쿠스 조상으로부터 호모 에렉투스가 출현하는 데 있어 이것이 갖는 중요성은 소위 "사냥 가설"에서 강조되며, 잡식성과 사회적 상호작용을 강조하는 시나리오에서는 덜 강조된다.
호모 하빌리스나 오스트랄로피테쿠스에서 호모 에렉투스를 포식했다는 직접적인 증거는 없다. 인간의 초기 인류 조상은 사냥보다는 청소를 통해 부분적으로 육식을 하는 육식동물이거나 잡식동물이었을 것으로 추정한다. 오스트랄로피테쿠스 고기 섭취에 대한 증거는 1990년대에 제시되었다. 그럼에도 불구하고 호모가 출현하기 훨씬 이전에 적어도 가끔 사냥 행위가 있었을 수도 있다고 종종 가정되어 왔다. 이것은 인간과 가장 가까운 현생 친척이자 사냥에도 참여하는 침팬지와의 비교를 바탕으로 주장할 수 있으며, 이는 행동 특성이 침팬지-인간의 마지막 공통 조상에 이미 500만 년 전에 나타났을 수 있음을 나타낸다. 일반 침팬지(Pan troglodytes)는 정기적으로 무리를 포식하는 행동을 하며, 베타 수컷 무리는 알파 수컷이 이끈다. 보노보스(Pan paniscus)도 때때로 집단 사냥에 참여하는 것으로 관찰되었지만 일반 침팬지보다 드물기는 하지만 주로 검소한 식단을 먹고 살아간다. 초기 호모 또는 후기 오스트랄로피테쿠스에 의한 올도완 시대 사냥에 대한 간접적인 증거가 케냐 남서부의 올도완 유적지를 기반으로 한 2009년 연구에서 제시되었다.
루이스 빈포드(Louis Binford, 1986)는 초기 인류와 초기 인간이 사냥꾼이었다는 생각을 비판했다. 소비된 동물의 골격 잔해에 대한 분석을 바탕으로 그는 인류와 초기 인류는 대부분 사냥꾼이 아니라 청소부였다고 결론을 내렸다. 블루멘쉬네(Blumenschine, 1986)는 다른 포식자에게 도전하고 겁을 주는 대결적 청소 아이디어를 제안했다. 그는 이것이 초기 인류가 단백질이 풍부한 고기를 얻는 주요 방법이었을 수 있다고 제안한다.
남아프리카에서 50만년 전의 돌 선봉이 발견되었다. 그러나 나무는 잘 보존되지 않으며 영장류학자이자 서던 캘리포니아 대학의 인류학 교수인 크레이그 스탠포드(Craig Stanford)는 침팬지의 창 사용 발견은 아마도 초기 인간도 나무 창을 사용했다는 것을 의미할 것이라고 여러 해 전에 제안했다. 현존하는 나무 사냥용 창의 가장 오래된 발견은 300,000년 전인 하부 구석기 시대 말기까지 거슬러 올라간다. 1976년 독일에서 발견된 쇠닝겐 창은 호모 하이델베르겐시스(Homo heidelbergensis)와 관련이 있다.
사냥 가설은 구석기 시대 중기의 행동적 근대성의 출현을 짝짓기 행동, 언어, 문화, 종교의 확립, 신화, 동물 희생 등 사냥과 직접적으로 관련되어 있다고 본다. 비텐베르크 대학교의 사회학자 데이비드 니버트(David Nibert)는 조직적인 동물 사냥의 출현이 초기 인류 사회의 공동체적이고 평등주의적인 성격을 약화시켰으며, 남성의 지위가 사냥의 성공과 빠르게 연관되면서 여성과 힘이 약한 남성의 지위가 하락했다고 주장한다. 이는 또한 이들 사회 내에서 인간의 폭력을 증가시켰다. 그러나 페루 푸노 지역 윌라마야 파트자(Wilamaya Patjxa)의 안데스 유적지에서 9000년 된 여성 사냥꾼의 유해와 발사체 도구 키트 및 동물 가공 도구가 발견되었다.

## 종교
많은 선사 시대 신들은 인간의 포식자나 먹잇감으로 묘사되며, 종종 동물 형태로 묘사되는데, 이는 대부분의 구석기 문화에서 사냥의 중요성을 암시하는 것으로 보인다.
많은 이교도 종교에서는 사냥 전후에 특정 의식이 거행된다. 수행되는 의식은 사냥되는 종이나 사냥이 진행되는 계절에 따라 달라질 수 있다. 종종 사냥터 또는 하나 이상의 종에 대한 사냥이 사원 숭배의 맥락에서 준비되거나 금지되었다. 로마 종교에서 다이아나는 사냥의 여신이다.

### 기독교, 유대교, 이슬람교
초기 기독교 시대부터 로마 가톨릭 교회의 성직자들에게는 사냥이 금지되었다. 따라서 코퍼스 주리스 카노니치(Corpus Juris Canonici, C. ii, X, De cleric. venat.)는 다음과 같이 말한다. "우리는 모든 하나님의 종들이 사냥개를 데리고 숲을 사냥하고 탐험하는 것을 금지한다. 또한 매를 키우는 것도 금지한다." 교황 인노켄티우스 3세 치하에서 개최된 제4차 라테라노 공의회는 다음과 같이 포고했다(정전 15장). "우리는 모든 성직자에 대한 사냥과 매사냥을 금지한다." 트렌트 공의회의 법령은 "성직자들이 불법 사냥과 매사냥을 삼가도록 하라"(Sess. XXIV, Deform., c. xii)로 좀 더 온화하게 표현되어 있는데, 이는 모든 사냥이 불법은 아니라는 점을 암시하는 것으로 보인다. 시끄러운(클라모로사) 사냥은 불법이지만 조용한 사냥은 불법이 아닌 것으로 구분한다.
페라리스는 사냥이 드물고 충분한 이유, 필요성, 유용성 또는 "정직한" 오락으로서 그리고 교회 국가에 어울리는 절도에 빠지면 성직자들에게 사냥이 허용된다는 것을 교회법주의자들의 일반적인 의미로 제시한다. 그러나 치글러는 교회법의 해석이 교회법의 조문이나 정신에 부합하지 않는다고 생각한다.
그럼에도 불구하고, 합법적인 사냥과 불법적인 사냥의 구별은 의심할 여지 없이 허용되지만, 밀라노, 아비뇽, 리에주, 쾰른 등의 대회에서 행해진 것처럼 주교는 자기 교구의 성직자들에게 모든 사냥을 절대적으로 금지할 수 있다는 것이 확실하다. 베네딕토 14세는 사냥을 절대 금지하는 것이 교회법에 더 부합하기 때문에 그러한 총회 법령이 너무 가혹하지 않다고 선언했다. 그러므로 실제로는 조용한 사냥을 허용하는지 아니면 아예 금지하는지 알아보기 위해 여러 지역의 총회 규정을 참고해야 한다.
유대법에서는 사냥을 혐오하지만 사냥을 금지하지 않는다. 18세기의 위대한 권위자인 랍비 예체스켈 란다우(Rabbi Yechezkel Landau)는 한 연구에서 "동물이 일반적으로 빨리 죽임을 당하고 고문을 당하지 않는 한 사냥은 동물에 대한 잔인함으로 간주되지 않을 것이다... 거기에는 보기 흉한 요소, 즉 잔인함이 있다."라고 결론을 내렸다. 또 다른 문제는 사냥이 위험할 수 있으며 유대교는 인간 생명의 가치를 극도로 강조한다는 것이다.
이슬람 샤리아법은 쉽게 잡히거나 도살될 수 없는 합법적인 동물과 새의 사냥을 허용한다. 그러나 이것은 단지 음식을 위한 목적일 뿐 트로피 헌팅(오락 목적의 야생동물 사냥)을 위한 것은 아니다.

## 법
지역 및 국제 보존 및 야생동물 관리법에 반하여 야생종을 불법적으로 사냥하고 수확하는 것을 밀렵이라고 한다. 사냥물 보존은 밀렵을 방지하기 위해 사용되는 전술 중 하나이다. 밀렵과 관련된 사냥법 및 규정 위반은 일반적으로 법에 의해 처벌된다. 처벌에는 장비 압수, 벌금 또는 징역형이 포함될 수 있다.

### 사냥할 권리
사냥권(때때로 어업권과 결합)은 여러 관할권에서 소유권의 결과로 암묵적으로 보호되거나 그 자체로 명시적으로 보호된다. 예를 들어, 2019년 기준 미국의 22개 주에서는 헌법에 사냥에 대한 주관적인 권리를 명시적으로 인정하고 있다.

### 사냥허용기간과 사냥금지기간
사냥금지기간은 특정 종의 동물을 사냥하는 것이 법에 위배되는 기간이다. 일반적으로 이 기간은 종이 가장 취약할 때 보호하거나 번식기 동안 보호하기 위해 고안되었다. 이 개념과 반대되는 기간을 사냥허용기간이라고 한다.

## 문화

### 고급 취미
19세기 유럽의 왕족이나, 20세기 한국의 국회의원들은 고성을 빌려서 몰이꾼과 개들을 풀어 말을 타고 총으로 사냥터의 짐승이나 새 등을 잡는 것을 즐겨했다. 한국의 초대 국무총리를 역임한 이범석 초대 국무총리도 메이드들을 동원해 사냥을 즐겨했다.

## 같이 보기
- 밀렵
- 부시미트
- 니므롯
- 에서
- 가웨인 경과 녹기사
- 휘판
- 사냥감